# Ойер
Ойер Оласабал Паредес (на испански: Oier Olazábal), по-известен само като Ойер, е испански футболист, вратар, състезаващ се за РКД Еспаньол.

## Кратка спортна биография
Роден е на 14 септември 1989 г. в Ирун, Испания. Израства в академията за таланти на ФК Барселона, като на 18-годишна възраст става част от местния ФК Реал Унион. Първите си години е предимно резерва на друг продукт на школата на Барса Рубен Мартинез
На 2 януари 2008 г., Ойер прави своя дебют в първия отбор, при равенството 2-2 у дома срещу тима на ФК Депортиво Алкояно, двубой от турнира за Купата на Краля. Повече от една година след това, на 17 май 2009 г., той се появява за първи път в двубой от елитната Ла Лига, когато Барселона са вече беше шампиони. Пази на вратата при загубата с 1:2 от РКД Майорка.
На 11 юли 2014 г. Ойер подписва тригодишен договор с тима на Гранада КФ. На 25 август 2015 г., той е даден под наем на Реал Сосиедад.
На 29 януари 2017 г. е даден под заем на Леванте УД, с опция за покупка в случай на спечелване на втора дивизия, като заменя Алекс Ремиро, който е върнат в тима на Атлетик Билбао.
През юни 2018 г., подписва договор до 2021 г., с опция за продължаване с още една година..
Преминава в тима на РКД Еспаньол на 31 януари 2020 г., срещу сумата от 1,5 милиона евро, с договор до 2022 г.

## Кариера
- Реал Унион: от 2005 до 2007 като юнош.
- Барселона Б: от 2007 до 2008.
- Барелона: от 2008 нагоре (с номер 31)
- Национален отбор на Испания: от 2008 на 19 г. като младеж (отказал).